# Saunay
Saunay est une commune française située dans le département d'Indre-et-Loire en région Centre-Val de Loire.
Ses habitants sont appelés les Saunois, Saunoises.

## Géographie

### Localisation et paysages
La commune de Saunay est traversée d'est en ouest par le Gault.
Le village est niché au cœur de la forêt ; cette dernière couvre une grande partie de son territoire : la forêt de Saunay au nord-est de la D 474, et la forêt de Château-Renault, à l'ouest de cette même route. Vers le sud la commune s'ouvre sur une zone plus agricole.
|                     | Villechauve Loir-et-Cher | Villeporcher Loir-et-Cher       |
| Neuville-sur-Brenne | Saunay                   | Saint-Cyr-du-Gault Loir-et-Cher |
| Château-Renault     | Auzouer-en-Touraine      | Morand                          |

### Hydrographie

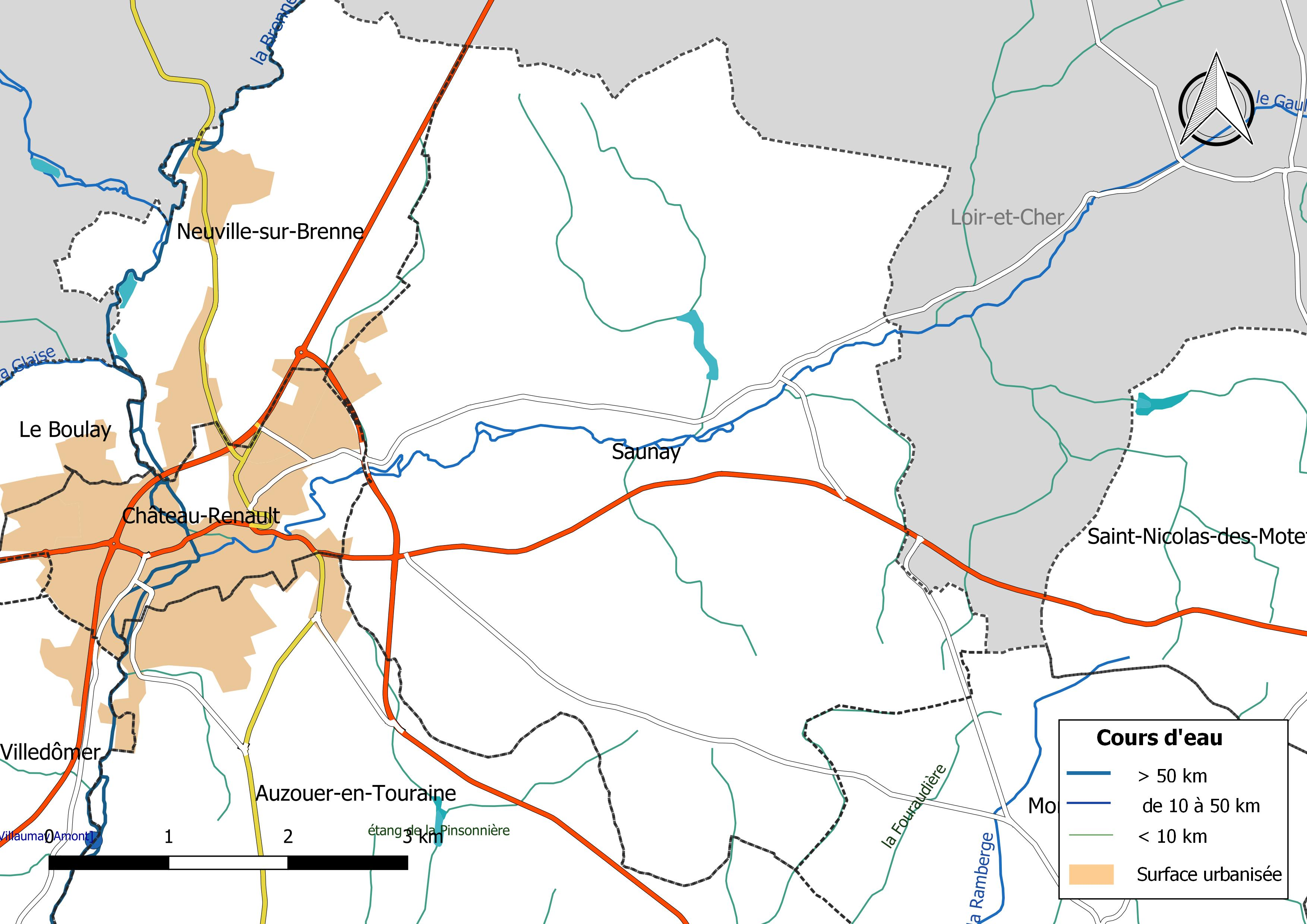
Réseau hydrographique de Saunay.

Le réseau hydrographique communal, d'une longueur totale de 24,12 km, comprend un cours d'eau notable, le Gault (5,451 km), et neuf petits cours d'eau pour certains temporaires,.
Le Gault, d'une longueur totale de 16,8 km, prend sa source à Saint-Cyr-du-Gault (Loir-et-Cher),  et se jette dans la Brenne à Château-Renault, après avoir traversé 4 communes. 
Ce cours d'eau est classé dans la liste 1 au titre de l'article L. 214-17 du code de l'environnement sur le Bassin Loire-Bretagne. Du fait de ce classement, aucune autorisation ou concession ne peut être accordée pour la construction de nouveaux ouvrages s'ils constituent un obstacle à la continuité écologique et le renouvellement de la concession ou de l'autorisation des ouvrages existants est subordonné à des prescriptions permettant de maintenir le très bon état écologique des eaux. 
Sur le plan piscicole, le Gault est classé en deuxième catégorie piscicole. Le groupe biologique dominant est constitué essentiellement de poissons blancs (cyprinidés) et de carnassiers (brochet, sandre et perche).
Une zone humide a été répertoriée sur la commune par la direction départementale des territoires (DDT) et le conseil départemental d'Indre-et-Loire : « la vallée du Gault entre Saunay et Château-Renault »,.

### Climat
Pour des articles plus généraux, voir Climat du Centre-Val de Loire et Climat d'Indre-et-Loire.
En 2010, le climat de la commune est de type climat océanique dégradé des plaines du Centre et du Nord, selon une étude du Centre national de la recherche scientifique s'appuyant sur une série de données couvrant la période 1971-2000. En 2020, Météo-France publie une typologie des climats de la France métropolitaine dans laquelle la commune est exposée à un climat océanique altéré et est dans la région climatique  Moyenne vallée de la Loire, caractérisée par une bonne insolation (1 850 h/an) et un été peu pluvieux. 
Pour la période 1971-2000, la température annuelle moyenne est de 10,9 °C, avec une amplitude thermique annuelle de 15 °C. Le cumul annuel moyen de précipitations est de 687 mm, avec 11,2 jours de précipitations en janvier et 6,6 jours en juillet. Pour la période 1991-2020, la température moyenne annuelle observée sur la station météorologique installée sur la commune est de 12,0 °C et le cumul annuel moyen de précipitations est de 657,3 mm,. Pour l'avenir, les paramètres climatiques de la commune estimés pour 2050 selon différents scénarios d'émission de gaz à effet de serre sont consultables sur un site dédié publié par Météo-France en novembre 2022.
| Mois                                  | jan.           | fév.           | mars           | avril         | mai           | juin          | jui.          | août         | sep.          | oct.          | nov.          | déc.           | année      |
| ------------------------------------- | -------------- | -------------- | -------------- | ------------- | ------------- | ------------- | ------------- | ------------ | ------------- | ------------- | ------------- | -------------- | ---------- |
| Température minimale moyenne (°C)     | 2,1            | 1,7            | 3,2            | 5,2           | 8,4           | 12,1          | 13,7          | 13,3         | 10,4          | 8,5           | 5             | 2,3            | 7,2        |
| Température moyenne (°C)              | 4,8            | 5,3            | 8              | 11            | 14            | 18            | 20            | 19,6         | 16,4          | 12,9          | 8,3           | 5,1            | 12         |
| Température maximale moyenne (°C)     | 7,6            | 8,9            | 12,8           | 16,8          | 19,7          | 23,9          | 26,3          | 25,9         | 22,4          | 17,3          | 11,5          | 8              | 16,8       |
| Record de froid (°C) date du record   | −13,1 07.01.09 | −17,2 07.02.12 | −11,5 01.03.05 | −4,5 04.04.22 | −1,4 06.05.19 | 0,7 01.06.06  | 5,1 22.07.08  | 4,3 26.08.18 | 1 20.09.12    | −2,7 21.10.10 | −8,7 30.11.10 | −11,8 29.12.05 | −17,2 2012 |
| Record de chaleur (°C) date du record | 15,5 16.01.20  | 23,2 27.02.19  | 25,8 31.03.21  | 28,4 15.04.15 | 31,7 27.05.05 | 39,2 18.06.22 | 41,4 25.07.19 | 40 09.08.03  | 35,2 14.09.20 | 31,1 02.10.23 | 21,9 07.11.15 | 16,4 19.12.19  | 41,4 2019  |
| Précipitations (mm)                   | 60,4           | 52,6           | 53,2           | 46,9          | 58,5          | 51,5          | 50,6          | 43,1         | 36,2          | 67,2          | 65,6          | 71,5           | 657,3      |

## Urbanisme

### Typologie
Au 1er janvier 2024, Saunay est catégorisée commune rurale à habitat dispersé, selon la nouvelle grille communale de densité à sept niveaux définie par l'Insee en 2022.
Elle est située hors unité urbaine. Par ailleurs la commune fait partie de l'aire d'attraction de Tours, dont elle est une commune de la couronne,. Cette aire, qui regroupe 162 communes, est catégorisée dans les aires de 200 000 à moins de 700 000 habitants,.

### Occupation des sols
L'occupation des sols de la commune, telle qu'elle ressort de la base de données européenne d’occupation biophysique des sols Corine Land Cover (CLC), est marquée par l'importance des territoires agricoles (62,6 % en 2018), une proportion sensiblement équivalente à celle de 1990 (63,3 %). La répartition détaillée en 2018 est la suivante : 
terres arables (55,3 %), forêts (36,8 %), zones agricoles hétérogènes (3,9 %), prairies (3,5 %), zones urbanisées (0,6 %). L'évolution de l’occupation des sols de la commune et de ses infrastructures peut être observée sur les différentes représentations cartographiques du territoire : la carte de Cassini (XVIIIe siècle), la carte d'état-major (1820-1866) et les cartes ou photos aériennes de l'IGN pour la période actuelle (1950 à aujourd'hui).

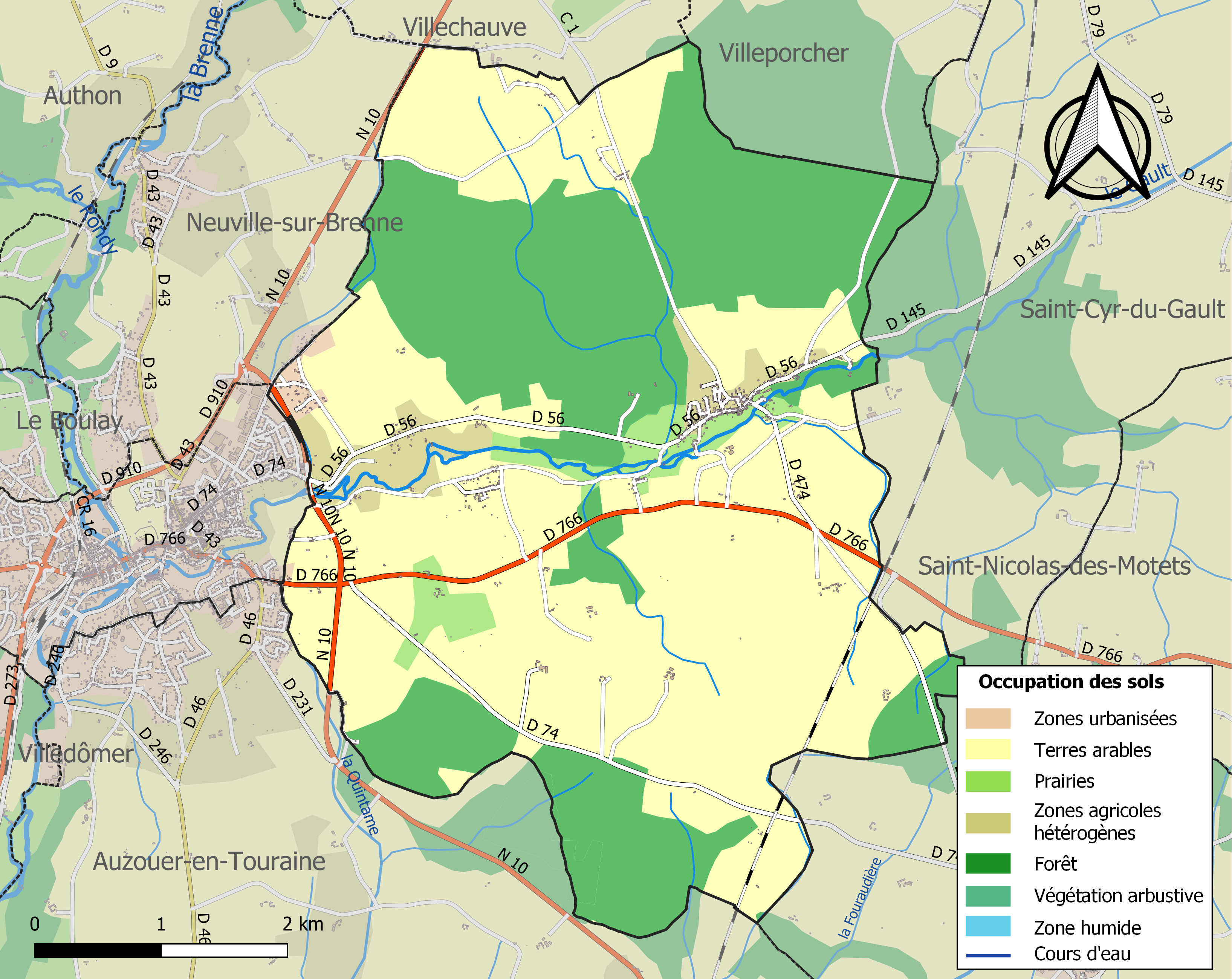
Carte des infrastructures et de l'occupation des sols de la commune en 2018 (CLC).

### Risques majeurs
Le territoire de la commune de Saunay est vulnérable à différents aléas naturels : météorologiques (tempête, orage, neige, grand froid, canicule ou sécheresse) et séisme (sismicité très faible). Un site publié par le BRGM permet d'évaluer simplement et rapidement les risques d'un bien localisé soit par son adresse soit par le numéro de sa parcelle.

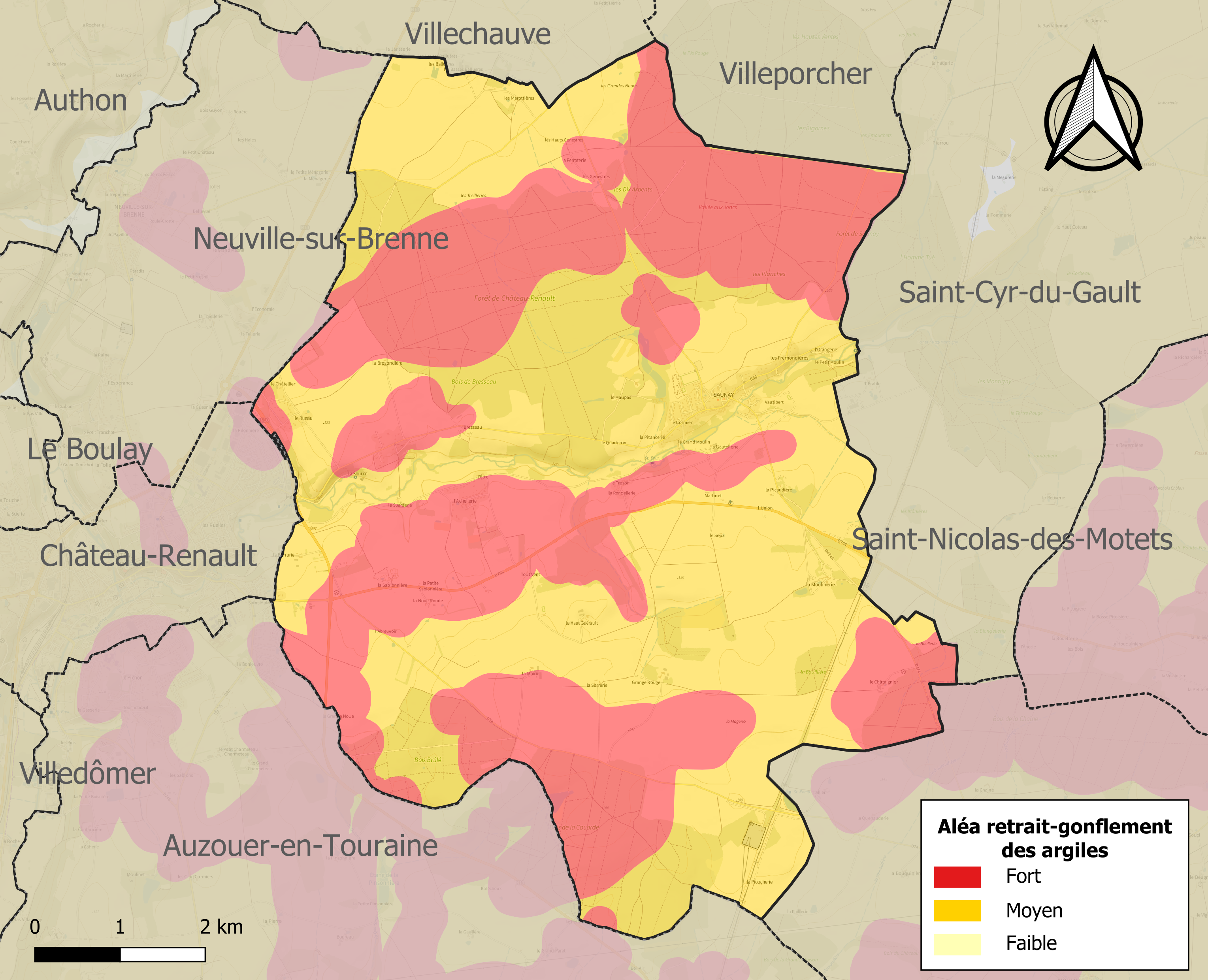
Carte des zones d'aléa retrait-gonflement des sols argileux de Saunay.

Le retrait-gonflement des sols argileux est susceptible d'engendrer des dommages importants aux bâtiments en cas d’alternance de périodes de sécheresse et de pluie. La totalité de la commune est en aléa moyen ou fort (90,2 % au niveau départemental et 48,5 % au niveau national). Sur les 302 bâtiments dénombrés sur la commune en 2019, 302 sont en aléa moyen ou fort, soit 100 %, à comparer aux 91 % au niveau départemental et 54 % au niveau national. Une cartographie de l'exposition du territoire national au retrait gonflement des sols argileux est disponible sur le site du BRGM,.
Concernant les mouvements de terrains, la commune a été reconnue en état de catastrophe naturelle au titre des dommages causés par la sécheresse en 1996 et 2019 et par des mouvements de terrain en 1999.

## Politique et administration

### Tendances politiques et résultats
| Scrutin             | Scrutin             | 1er tour | 1er tour | 1er tour | 1er tour | 1er tour | 1er tour | 1er tour | 1er tour  | 1er tour | 1er tour | 1er tour | 1er tour | 2d tour | 2d tour | 2d tour | 2d tour | 2d tour | 2d tour |
| Scrutin             | Scrutin             | 1er      | 1er      | %        | 2e       | 2e       | %        | 3e       | 3e        | %        | 4e       | 4e       | %        | 1er     | 1er     | %       | 2e      | 2e      | %       |
| ------------------- | ------------------- | -------- | -------- | -------- | -------- | -------- | -------- | -------- | --------- | -------- | -------- | -------- | -------- | ------- | ------- | ------- | ------- | ------- | ------- |
| Présidentielle 2017 | Présidentielle 2017 |          | FN       | 28,71    |          | LR       | 18,25    |          | EM        | 17,03    |          | LFI      | 15,57    |         | EM      | 50,57   |         | FN      | 49,43   |
| Présidentielle 2022 | Présidentielle 2022 |          | RN       | 36,67    |          | LREM     | 24,21    |          | LFI       | 11,00    |          | DLF      | 5,62     |         | RN      | 57,51   |         | LREM    | 42,49   |
| Législatives 2022   | 2e                  |          | RN       | 42,91    |          | RE-Ens   | 22,99    |          | LFI-Nupes | 15,71    |          | LR       | 4,98     |         | RE      | 53,92   |         | LFI     | 46,08   |
| Législatives 2024   | 2e                  |          | RN       | 48,87    |          | RE-Ens   | 23,45    |          | LFI-NFP   | 17,51    |          | LR       | 5,93     |         | RN      | 58,05   |         | RE      | 41,95   |

### Liste des maires
| Période                                  | Période    | Identité      | Étiquette | Qualité                    |
| ---------------------------------------- | ---------- | ------------- | --------- | -------------------------- |
| 2001                                     | avril 2007 | Mireille Oger |           | démissionnaire             |
| mai 2007                                 | En cours   | Pierre Dattée | DVG       | Retraité Fonction publique |
| Les données manquantes sont à compléter. |            |               |           |                            |

## Population et société

### Démographie
L'évolution du nombre d'habitants est connue à travers les recensements de la population effectués dans la commune depuis 1793. Pour les communes de moins de 10 000 habitants, une enquête de recensement portant sur toute la population est réalisée tous les cinq ans, les populations de référence des années intermédiaires étant quant à elles estimées par interpolation ou extrapolation. Pour la commune, le premier recensement exhaustif entrant dans le cadre du nouveau dispositif a été réalisé en 2006.

En 2022, la commune comptait 643 habitants, en évolution de −7,08 % par rapport à 2016 (Indre-et-Loire : +1,67 %, France hors Mayotte : +2,11 %).
| 1793 | 1800 | 1806 | 1821 | 1831 | 1836 | 1841 | 1846 | 1851 |
| ---- | ---- | ---- | ---- | ---- | ---- | ---- | ---- | ---- |
| 480  | 480  | 426  | 512  | 608  | 628  | 582  | 562  | 567  |

| 1856 | 1861 | 1866 | 1872 | 1876 | 1881 | 1886 | 1891 | 1896 |
| ---- | ---- | ---- | ---- | ---- | ---- | ---- | ---- | ---- |
| 571  | 552  | 544  | 493  | 515  | 495  | 524  | 544  | 511  |

| 1901 | 1906 | 1911 | 1921 | 1926 | 1931 | 1936 | 1946 | 1954 |
| ---- | ---- | ---- | ---- | ---- | ---- | ---- | ---- | ---- |
| 502  | 513  | 478  | 453  | 401  | 425  | 400  | 420  | 419  |

| 1962 | 1968 | 1975 | 1982 | 1990 | 1999 | 2006 | 2011 | 2016 |
| ---- | ---- | ---- | ---- | ---- | ---- | ---- | ---- | ---- |
| 399  | 428  | 397  | 388  | 505  | 507  | 632  | 661  | 692  |

| 2021 | 2022 | - | - | - | - | - | - | - |
| ---- | ---- | - | - | - | - | - | - | - |
| 665  | 643  | - | - | - | - | - | - | - |

### Enseignement
Saunay se situe dans l'Académie d'Orléans-Tours (Zone B) et dans la circonscription d'Amboise.
L'école primaire du Chemin Vert accueille les élèves de la commune.

## Personnalités liées à la commune
- Camille Mortier, sculpteur sur bois autodidacte ; la mairie de Château-Renault en possède quelques œuvres.
- Julien Modena, taxidermiste spécialisé en criquets sauvages d'Amazonie.